# Lautaro Guzmán
Brian Lautaro Guzmán (Villa María, provincia de Córdoba, Argentina, 18 de enero del 2000) es un futbolista argentino. Juega como volante ofensivo o extremo izquierdo en el Foot Ball Club Melgar de la Primera División del Perú, a préstamo desde Arsenal de Sarandí.

## Trayectoria
Llegó a Talleres en 2013 proveniente de Alumni de Villa María. Debutó en la Reserva de Talleres en 2017 y fue campeón en 2018. Fue parte del plantel de Talleres sub-20 que disputó la Copa Libertadores y terminó invicto. Debutó en octubre de ese año con el primer equipo en la derrota ante Defensa y Justicia. Días más tarde firmaría su primer contrato con el club.

## Clubes
| Club                              | País      | Año       |
| --------------------------------- | --------- | --------- |
| Talleres                          | Argentina | 2018-2023 |
| → Aldosivi (cedido)               | Argentina | 2021      |
| → Montevideo City Torque (cedido) | Uruguay   | 2022      |
| → Arsenal de Sarandí (cedido)     | Argentina | 2023      |
| Arsenal de Sarandí                | Argentina | 2024-     |
| → FBC Melgar (cedido)             | Perú      | 2025-Act. |

## Palmarés
| Título            | Club     | País      | Año  |
| ----------------- | -------- | --------- | ---- |
| Torneo de Reserva | Talleres | Argentina | 2018 |